# Lapeirousia plicata
Lapeirousia plicata là một loài thực vật có hoa trong họ Diên vĩ. Loài này được (Jacq.) Diels miêu tả khoa học đầu tiên năm 1930.